# Шакша (Іглінський район)
Шакша́ (рос. Шакша, башк. Шаҡша) — присілок у складі Іглінського району Башкортостану, Росія. Входить до складу Калтимановської сільської ради.
Населення — 290 осіб (2010; 192 в 2002).
Національний склад:
- білоруси — 34 %
- башкири — 33 %
- росіяни — 26 %